# Afrolimnophila pendleburyi
Afrolimnophila pendleburyi är en tvåvingeart som först beskrevs av Edwards 1928.  Afrolimnophila pendleburyi ingår i släktet Afrolimnophila och familjen småharkrankar. Inga underarter finns listade i Catalogue of Life.